# Altholz (Forstwirtschaft)
Mit Altholz wird in der Forstwirtschaft ein Bestand bezeichnet, der seine Hiebsreife erreicht hat. In einem Wirtschaftsbetrieb werden diese Bestände eingeschlagen und die freiwerdenden Flächen für die Verjüngung genutzt.
Durch den hohen Totholzanteil sind Althölzer auch Lebensraum zahlreicher gefährdeter Arten, weshalb häufig ihr Schutz gefordert wird. Verschiedene Forstverwaltungen versuchen diesen Wunsch durch den Erhalt von Altholzinseln zu befriedigen. Hierzu werden gezielt Bestandesteile aus der Bewirtschaftung herausgenommen und sich selbst überlassen. Die Bäume überaltern, und dadurch entsteht ein hoher Anteil an Totholz, der Nistplätze für Höhlenbrüter und Lebensraum für totholzbewohnende Insekten, Pilze oder Flechten bietet.